# Sistema de rescate submarino de la OTAN
 El Sistema de Rescate Submarino de la OTAN (NSRS) es un proyecto trinacional para desarrollar un sistema internacional de rescate submarino. El sistema proporciona una capacidad de rescate principalmente a las naciones asociadas de Francia, Noruega y el Reino Unido, pero también a la OTAN y las naciones aliadas y a cualquier submarino equipado con una superficie de acoplamiento adecuada alrededor de sus escotillas.
El NSRS entró en servicio en 2008, reemplazando el sistema de rescate anterior del Reino Unido, el LR5. El sistema completo es totalmente transportable por aire en una variedad de aeronaves adecuadas (C17 / C5 / An124 / A400M). Es capaz de lanzarse y recuperarse en una altura de ola significativa de hasta 5 metros (estado del mar 6) y puede llegar a cualquier submarino en peligro (DISSUB) en 72-96 horas desde la alerta, dependiendo de la ubicación. Tiene capacidad limitada en mares cubiertos de hielo.
Al recibir una alerta de 'SUBSUNK' de que un submarino está en dificultades, el operador del submarino iniciará el procedimiento de llamada NSRS. El sistema de intervención, que se centra en un vehículo de operación remota (ROV) listo para usar, se movilizará a la escena aproximadamente 24 horas antes del sistema de rescate completo. Una vez en el sitio, localizará [¿cómo?] El submarino en dificultades (DISSUB), establecerá comunicaciones, realizará una evaluación de daños y preparará el DISSUB para operaciones de rescate.
El Vehículo de rescate submarino (SRV) junto con un sistema portátil de lanzamiento y recuperación (PLARS), equipo de soporte y operación y el complejo de tratamiento hiperbárico (conocido como equipo de transferencia bajo presión (TUP)) llegará aproximadamente 24 horas más tarde. Todo el equipo y el personal serán trasladados al puerto de movilización para embarcarse en una nave nodriza adecuada. El embarque tomará menos de 18 horas y la nave nodriza navegará a la escena donde se lanzará el SRV. El objetivo es lograr el tiempo hasta el primer rescate de 72 horas, con personal que es llevado a la superficie en grupos de 12, y transferirlo al centro de tratamiento hiperbárico NSRS si es necesario.
El NSRS tiene su base en HM Naval Base Clyde en el Reino Unido.
- Datos: Q1135585
- Multimedia: NATO Submarine Rescue System / Q1135585